# Elezioni comunali in Veneto del 2002
Il 26 e il 27 maggio 2002 (con ballottaggio il 9 e 10 giugno) in Veneto si tennero le elezioni per il rinnovo di numerosi consigli comunali. 

## Venezia

### Chioggia
| Candidati e Liste                             | Voti   | %      | Seggi |
| --------------------------------------------- | ------ | ------ | ----- |
| Fortunato Guarnieri                           | 19.079 | 56,56  | -     |
| Democratici di Sinistra                       | 8.545  | 28,00  | 11    |
| Rifondazione Comunista                        | 2.919  | 9,57   | 3     |
| La Margherita                                 | 2.658  | 8,71   | 3     |
| Socialisti per Guarnieri                      | 1.381  | 4,53   | 1     |
| Italia dei Valori-Comunisti Italiani          | 412    | 1,35   | -     |
| Giorgio Vianello                              | 13.208 | 39,15  | 1     |
| Forza Italia                                  | 8.090  | 26,51  | 8     |
| Alleanza Nazionale                            | 1.964  | 6,44   | 2     |
| Unione di Centro                              | 977    | 3,20   | 1     |
| Forum Chioggia                                | 888    | 2,91   | -     |
| Lega Nord                                     | 619    | 2,03   | -     |
| Lista Renzo Ranzato Gli Interessi della Città | 567    | 1,86   | -     |
| Pier Giorgio Tiozzo Gobetto                   | 917    | 2,72   | -     |
| Federazione dei Verdi                         | 1.022  | 3,35   | -     |
| Paolo Tiozzo Pagio                            | 531    | 1,57   | -     |
| Movimento Sociale Fiamma Tricolore            | 475    | 1,56   | -     |
| Totale alle liste                             | 30.517 | 100,00 | 29    |
| TOTALE                                        | 33.375 | 100,00 | 30    |

### Jesolo
| Candidati e Liste               | Voti   | %      | Seggi |
| ------------------------------- | ------ | ------ | ----- |
| Francesco Calzavara             | 5.275  | 34,64  | -     |
| Lista Renato Martin             | 4.501  | 33,34  | 12    |
| Mario Pezzoli                   | 5.769  | 37,88  | 1     |
| Forza Italia                    | 2.071  | 15,34  | 2     |
| Alleanza Nazionale              | 2.059  | 15,25  | 2     |
| Lega Nord                       | 519    | 3,84   | -     |
| Nuovo PSI                       | 356    | 2,64   | -     |
| Unione di Centro                | 314    | 2,33   | -     |
| Roberto Rugolotto               | 3.900  | 25,61  | 1     |
| Democratici di Sinistra         | 2.164  | 16,03  | 2     |
| La Margherita                   | 678    | 5,02   | -     |
| Socialisti Democratici Italiani | 574    | 4,25   | -     |
| Salvatore Esposito              | 170    | 1,12   | 1     |
| Rifondazione Comunista          | 167    | 1,24   | -     |
| Giorgio Rizzi                   | 116    | 0,76   | -     |
| Liga Fronte Veneto              | 98     | 0,73   | -     |
| Totale alle liste               | 13.501 | 100,00 | 18    |
| TOTALE                          | 15.230 | 100,00 | 20    |

### Mira
| Candidati e Liste                                               | Voti   | %      | Seggi |
| --------------------------------------------------------------- | ------ | ------ | ----- |
| Roberto Marcato                                                 | 13.915 | 62,15  | -     |
| Democratici di Sinistra                                         | 7.255  | 36,56  | 12    |
| La Margherita                                                   | 2.793  | 14,07  | 5     |
| Rifondazione Comunista                                          | 1.671  | 8,42   | 2     |
| Federazione dei Verdi                                           | 421    | 2,12   | -     |
| Lista dei Diritti Civili (Italia dei Valori-Comunisti Italiani) | 318    | 1,60   | -     |
| Diego Pinton                                                    | 8.474  | 37,85  | 1     |
| Forza Italia                                                    | 2.859  | 14,41  | 4     |
| Nuova Mira                                                      | 1.835  | 9,25   | 3     |
| Alleanza Nazionale                                              | 823    | 4,15   | 1     |
| Lega Nord                                                       | 820    | 4,13   | 1     |
| Unione di Centro                                                | 666    | 3,36   | 1     |
| Nuovo PSI                                                       | 384    | 1,93   | -     |
| Totale alle liste                                               | 19.845 | 100,00 | 29    |
| TOTALE                                                          | 22.389 | 100,00 | 30    |

## Belluno

### Feltre
| Candidati e Liste                                          | Voti   | %      | Seggi |
| ---------------------------------------------------------- | ------ | ------ | ----- |
| Alberto Brambilla                                          | 5.068  | 41,41  | -     |
| Idea Brambilla                                             | 1.734  | 15,99  | 5     |
| Sinistre Democratiche per Brambilla                        | 1.460  | 13,46  | 4     |
| La Margherita                                              | 1.271  | 11,72  | 3     |
| Carlo Balestra                                             | 3.615  | 29,54  | 1     |
| Forza Italia                                               | 1.556  | 14,35  | 2     |
| Per Feltre                                                 | 756    | 6,97   | 1     |
| Alleanza Nazionale                                         | 518    | 4,78   | -     |
| Lista Popolare Progetto Feltre                             | 373    | 3,44   | -     |
| Gianni Bertoldin                                           | 2.848  | 23,27  | 1     |
| Lega Nord                                                  | 2.579  | 23,78  | 3     |
| Ezio Lise                                                  | 708    | 5,78   | -     |
| Un'Altra Feltre è Possibile (Rifondazione Comunista-Altri) | 597    | 5,51   | -     |
| Totale alle liste                                          | 10.844 | 100,00 | 18    |
| TOTALE                                                     | 12.239 | 100,00 | 20    |

## Rovigo

### Fratta Polesine
|                               | Resini Riccardo ✔️ Sindaco | Lista Civica            | 1 004 | 53,92 | 8  |  |  |  |  |
|                               | Ghirotto Gianfranco        | Lista Civica            | 695   | 37,33 | 5  |  |  |  |  |
|                               | Furlani Daniele            | Democratici di Sinistra | 163   | 8,75  | –  |  |  |  |  |
| Totale                        | Totale                     |                         | 1 862 | 100   | 13 |  |  |  |  |
|                               |                            |                         |       |       |    |  |  |  |  |
| Fonte: Ministero dell'interno |                            |                         |       |       |    |  |  |  |  |

## Padova

### Cittadella
| Candidati e Liste  | Voti   | %       | Seggi |
| ------------------ | ------ | ------- | ----- |
| Massimo Bitonci    | 4.391  | 35,31   | -     |
| LVR - Lista Facco  | 1.584  | 14,89   | 6     |
| Lista San Marco    | 1.032  | 9,70    | 3     |
| Forza Cittadella   | 902    | 8,48    | 3     |
| Stefano Svegliado  | 4.105  | 33,01   | 1     |
| Forza Italia       | 1.951  | 18,33   | 3     |
| Unione di Centro   | 1.023  | 9,61    | 1     |
| Lega Nord          | 584    | 5,49    | -     |
| Alleanza Nazionale | 314    | 2,95    | -     |
| Paola Conte        | 2.910  | 23,40   | 1     |
| L'Ulivo            | 1.583  | 14,88   | 1     |
| Moviamoci          | 737    | 6,93    | -     |
| Mario Baggio       | 973    | 7,82    | 1     |
| Cittadella Civica  | 773    | 7,26    | -     |
| Italia dei Valori  | 108    | 1,01    | -     |
| Giulio Vanzetto    | 58     | 0,47    | -     |
| Forza Nuova        | 50     | 0,47    | -     |
| Totale alle liste  | 10.641 | 100,00  | 17    |
| TOTALE             | 12.437 | 100,00' | 20    |

### Vigonza
| Candidati e Liste       | Voti   | %      | Seggi |
| ----------------------- | ------ | ------ | ----- |
| Antonino Stivanello     | 3.521  | 30,07  | -     |
| Democratici di Sinistra | 1.251  | 12,44  | 5     |
| La Margherita           | 1.135  | 11,29  | 5     |
| Valori per Vigonza      | 557    | 5,54   | 2     |
| Davide Manzato          | 3.874  | 33,09  | 1     |
| Forza Italia            | 1.618  | 16,09  | 2     |
| Unione di Centro        | 674    | 6,70   | 1     |
| Alleanza Nazionale      | 504    | 5,01   | -     |
| Lega Nord               | 533    | 5,30   | -     |
| Nunzio Tacchetto        | 1.647  | 14,07  | 1     |
| Vigonza Viva            | 1.451  | 14,43  | 1     |
| Guido Carraro           | 1.569  | 13,40  | 1     |
| Progetto Vigonza        | 1.365  | 13,57  | 1     |
| Marco Bizzotto          | 635    | 5,42   | -     |
| Riformisti per Vigonza  | 563    | 5,60   | -     |
| Carlo Croce             | 463    | 3,95   | -     |
| Rifondazione Comunista  | 406    | 4,04   | -     |
| Totale alle liste       | 10.057 | 100,00 | 17    |
| TOTALE                  | 11.709 | 100,00 | 20    |

## Treviso

### Conegliano
| Candidati e Liste                      | Voti   | %      | Seggi |
| -------------------------------------- | ------ | ------ | ----- |
| Floriano Zambon                        | 12.633 | 61,57  | -     |
| Forza Italia                           | 4.652  | 29,79  | 10    |
| Alleanza Nazionale                     | 1.996  | 12,78  | 4     |
| Unione di Centro                       | 1.656  | 10,60  | 3     |
| Insieme per Conegliano                 | 611    | 3,91   | 1     |
| Carlo Feltre                           | 2.550  | 12,43  | 1     |
| Sinistra Unita per Conegliano (DS-SDI) | 922    | 5,90   | 1     |
| Altra Conegliano                       | 620    | 3,97   | 1     |
| Rifondazione Comunista                 | 528    | 3,38   | 1     |
| Gabriella Chiellino                    | 2.538  | 12,37  | 1     |
| La Margherita                          | 2.221  | 14,22  | 3     |
| Giovanni Bernardelli                   | 1.718  | 8,37   | 1     |
| Lega Nord                              | 1.401  | 8,97   | 2     |
| Conegliano Dama                        | 86     | 0,55   | -     |
| Eduardo Rina                           | 587    | 2,86   | 1     |
| Italia dei Valori                      | 490    | 3,14   | -     |
| Loris Tessari                          | 492    | 2,40   | -     |
| Volta la Carta                         | 434    | 2,78   | -     |
| Totale alle liste                      | 15.617 | 100,00 | 26    |
| TOTALE                                 | 20.518 | 100,00 | 30    |

### Montebelluna
| Candidati e Liste                | Voti   | %      | Seggi |
| -------------------------------- | ------ | ------ | ----- |
| Laura Puppato                    | 6.820  | 41,18  | -     |
| L'Ulivo Insieme per Montebelluna | 2.588  | 20,37  | 6     |
| Montebelluna Nuova               | 2.259  | 17,78  | 6     |
| Gianfranco Andreazza             | 6.321  | 38,17  | 1     |
| Forza Italia                     | 2.729  | 21,48  | 3     |
| Alleanza Nazionale               | 1.689  | 13,29  | 2     |
| Unione di Centro                 | 534    | 4,20   | -     |
| Giovani Azzurri                  | 362    | 2,85   | -     |
| Orietta Mercatelli               | 3.420  | 20,65  | 1     |
| Lega Nord                        | 1.908  | 15,02  | 1     |
| Montebelluna Domani              | 636    | 5,01   | -     |
| Totale alle liste                | 12.705 | 100,00 | 16    |
| TOTALE                           | 16.561 | 100,00 | 20    |

### Villorba
| Candidati e Liste         | Voti   | %      | Seggi |
| ------------------------- | ------ | ------ | ----- |
| Liviana Scattolon         | 3.425  | 32,74  | -     |
| Lega Nord                 | 1.514  | 19,48  | 8     |
| Forza Villorba            | 711    | 9,15   | 4     |
| Lino Armellin             | 2.627  | 25,11  | 1     |
| Forza Italia              | 1.290  | 16,60  | 2     |
| Unione di Centro          | 496    | 6,38   | -     |
| Alleanza Nazionale        | 458    | 5,89   | -     |
| Franco Ferin              | 2.437  | 23,30  | 1     |
| La Margherita             | 953    | 12,26  | 1     |
| Progressisti per Villorba | 910    | 11,71  | 1     |
| Ivano Breda               | 1.972  | 18,85  | 1     |
| La Nostra Villorba        | 565    | 7,27   | 1     |
| Giovani per Villorba      | 458    | 5,89   | -     |
| Insieme per Villorba      | 416    | 5,35   | -     |
| Totale alle liste         | 7.771  | 100,00 | 17    |
| TOTALE                    | 10.461 | 100,00 | 20    |

## Verona

### Verona
| Candidati e Liste                            | Voti    | %      | Seggi |
| -------------------------------------------- | ------- | ------ | ----- |
| Paolo Zanotto                                | 58.506  | 38,73  | -     |
| La Margherita                                | 17.366  | 13,02  | 9     |
| Democratici di Sinistra - SDI - PdCI         | 16.535  | 12,40  | 9     |
| Per Verona                                   | 11.884  | 8,91   | 6     |
| Federazione dei Verdi                        | 2.461   | 1,85   | 1     |
| Pierluigi Bolla                              | 68.935  | 45,64  | 1     |
| Forza Italia                                 | 32.670  | 24,50  | 9     |
| Alleanza Nazionale                           | 13.154  | 9,86   | 3     |
| Unione dei Democratici Cristiani e di Centro | 9.141   | 6,85   | 2     |
| Lega Nord                                    | 8.191   | 6,14   | 2     |
| Aventino Frau                                | 7.733   | 5,12   | 1     |
| Difendi Verona                               | 7.067   | 5,30   | 2     |
| Fiorenzo Fasoli                              | 4.106   | 2,72   | 1     |
| Rifondazione Comunista                       | 4.170   | 3,13   | -     |
| Roberto Bussinello                           | 2.424   | 1,60   | -     |
| Forza Nuova                                  | 2.019   | 1,51   | -     |
| Fabrizio Comencini                           | 1.913   | 1,27   | -     |
| Liga Fronte Veneto                           | 1.800   | 1,35   | -     |
| Antonio Borghesi                             | 1.882   | 1,25   | -     |
| Italia dei Valori                            | 1.685   | 1,26   | -     |
| Enzo Erminero                                | 1.799   | 1,19   | -     |
| Uniti per Verona                             | 1.716   | 1,29   | -     |
| Sabina Cassan                                | 1.495   | 0,99   | -     |
| Lista dei Comitati-Contro la Tramvia         | 1.387   | 1,04   | -     |
| Alberto Tomiolo                              | 1.380   | 0,91   | -     |
| Verdi per Tomiolo                            | 1.290   | 0,97   | -     |
| Ilario Pellegrini                            | 873     | 0,58   | -     |
| Lega Veneta                                  | 836     | 0,63   | -     |
| Totale alle liste                            | 133.372 | 100,00 | 43    |
| TOTALE                                       | 151.046 | 100,00 | 46    |

### San Giovanni Lupatoto
| Candidati e Liste                                       | Voti   | %      | Seggi |
| ------------------------------------------------------- | ------ | ------ | ----- |
| Remo Taioli                                             | 2.968  | 22,10  | -     |
| La Margherita                                           | 1.199  | 10,35  | 7     |
| Comune Accordo                                          | 937    | 8,09   | 5     |
| Robertino Vicentini                                     | 4.758  | 35,43  | 1     |
| Forza Italia                                            | 2.621  | 22,62  | 3     |
| Lega Nord                                               | 1.092  | 9,43   | 1     |
| Alleanza Nazionale                                      | 861    | 7,43   | -     |
| Fabrizio Zerman                                         | 1.778  | 13,24  | 1     |
| Lista Civica Zerman                                     | 957    | 8,26   | -     |
| Lista Civica Raldon                                     | 495    | 4,34   | -     |
| Ivo Bellamoli                                           | 1.203  | 8,96   | 1     |
| Unione di Centro                                        | 917    | 7,92   | -     |
| Amabile Dal Sasso Tieni                                 | 1.023  | 7,62   | 1     |
| Democratici di Sinistra-Socialisti Democratici Italiani | 985    | 8,50   | -     |
| Barbara Sandrini                                        | 616    | 4,59   | -     |
| Lista Lupetto (Italia dei Valori-Liga Fronte Veneto)    | 576    | 4,97   | -     |
| Giovanni Pigozzo                                        | 453    | 3,37   | -     |
| Rifondazione Comunista                                  | 423    | 3,65   | -     |
| Marco Ballini                                           | 391    | 2,91   | -     |
| Gruppo Proposta                                         | 339    | 2,93   | -     |
| Stefania Bonizzi                                        | 238    | 1,77   | -     |
| Forza Nuova                                             | 215    | 1,86   | -     |
| Totale alle liste                                       | 11.585 | 100,00 | 16    |
| TOTALE                                                  | 13.428 | 100,00 | 20    |

## Vicenza

### Thiene
| Candidati e Liste                  | Voti   | %      | Seggi |
| ---------------------------------- | ------ | ------ | ----- |
| Attilio Schneck                    | 7.426  | 61,67  | -     |
| Forza Italia                       | 3.084  | 29,89  | 7     |
| Lega Nord                          | 2.573  | 24,93  | 5     |
| Alleanza Nazionale                 | 772    | 7,48   | 1     |
| Carlo Maino                        | 4.121  | 34,22  | 1     |
| La Margherita                      | 2.420  | 23,45  | 4     |
| Alternativa Democratica per Thiene | 1.024  | 9,92   | 2     |
| Ivano Carollo                      | 313    | 2,60   | -     |
| Liga Fronte Veneto                 | 288    | 2,79   | -     |
| Daniele Apolloni                   | 181    | 1,50   | -     |
| UDEUR                              | 158    | 1,53   | -     |
| Totale alle liste                  | 10.319 | 100,00 | 19    |
| TOTALE                             | 12.041 | 100,00 | 20    |